# Dobrušte
Dobrushtë en albanais et Dobrušte en serbe latin (en serbe cyrillique : Добруште) est un village du Kosovo située dans la commune/municipalité de Prizren et dans le district de Prizren/Prizren. Selon le recensement kosovar de 2011, elle compte 495 habitants, tous albanais.
Le village est également connu sous le nom albanais de Dobruzhë.

## Démographie

### Évolution historique de la population dans la localité
| 1948 | 1953 | 1961 | 1971 | 1981 | 1991 | 2011 |
| ---- | ---- | ---- | ---- | ---- | ---- | ---- |
| 165  | 180  | 207  | 244  | 332  | 401  | 495  |

|  |